# Lomatium lucidum
Lomatium lucidum är en flockblommig växtart som först beskrevs av Thomas Nuttall, John Torrey och Asa Gray, och fick sitt nu gällande namn av Jeps.. Lomatium lucidum ingår i släktet Lomatium och familjen flockblommiga växter. Inga underarter finns listade i Catalogue of Life.